# Траут, Остин
Остин Траут (англ. Austin Trout, р. 18 сентября 1985 года, Лас-Крусес, Нью-Мексико, США) — американский боксёр-профессионал, выступающий в первом среднем весе. Чемпион мира в первом среднем весе по версии WBA, 2011—2013.

## Любительская карьера
Траут начал заниматься боксом в 10 лет, когда мать привела его в местный спортзал. в 2003 году взял бронзу на чемпионате США, проиграв (7:13) в полуфинале Ванесу Мартиросяну.
В 2004 году выиграл любительский чемпионат США в полусреднем весе. В 2005 году на чемпионате США взял бронзу, проиграл в полуфинале Деметриусу Андраде

## Профессиональная карьера
Дебютировал в сентябре 2005 года в средней весовой категории. В 2009 году завоевал титул интерконтинентального чемпиона мира по версии WBA в первом среднем весе.

### Бои за титул чемпиона мира
В 2011 году стал чемпионом мира по версии WBA попедив мексиканца Ригоберто Альвареса.
В декабре 2012 года Траут вышел на ринг против знаменитого пуэрториканца, бывшего чемпиона мира в нескольких весовых категория Мигеля Котто. С первого раунда была заметна разница в габаритах и скорости. В первой половине боя пуэрториканец был активней чемпиона. Котто шёл вперед и атаковал, Траут отступал и контратаковал. В середине поединка Траут приспособился и выровнял бой. В конце боя Котто начал уставать и Траут уверенно выиграл концовку.

### Объединительный бой с Саулем Альваресом
Мексиканец все никак не мог улучить момент, чтобы зацепиться ударом справа, и долгие периоды следовал за соперником без ударов. Остин Траут же уверенно работал джебом и регулярно попадал крюком слева, пользуясь тем, что Сауль «забыл» о работе в туловище. В начале 7-го раунда Остину был отсчитан нокдаун — результат точного попадания Альвареса правым прямым вразрез. Впоследствии мексиканец не раз пытался повторить этот успех, действуя порой слишком уж просто и скупо, но плотно сидящий на джебе Траут не делал больше грубых ошибок. Более того, Сауль слишком уж часто старался не работать на атаку, а сосредотачивался на демонстрации защитных навыков, из-за чего Траут «крал» эпизоды за счет большей активности. Ровный, без каких-либо интригующих эпизодов (кроме нокдауна) поединок завершился единогласной победой Альвареса: 115—112, 116—111 и совершенно непонятные 118—109 в его пользу. Таким образом, Сауль стал обладателем двух поясов чемпиона мира — по версиям WBC и WBA.

## Результаты боёв
В таблице перечислены результаты всех поединков боксёров.
В каждой строке указан результат поединка. Дополнительно номер поединка обозначен цветом, который обозначает итог поединка. Расшифровка обозначений и цветов представлена в нижеследующей таблице.
| Пример | Расшифровка                     |
| ------ | ------------------------------- |
|        | Победа                          |
|        | Ничья                           |
|        | Поражение                       |
|        | Планируемый поединок            |
|        | Поединок признан несостоявшимся |
| КО     | Нокаут                          |
| ТКО    | Технический нокаут              |
| PTS    | Решение судей (по очкам)        |
| UD     | Единогласное решение судей      |
| MD     | Решение большинства судей       |
| SD     | Раздельное решение судей        |
| RTD    | Отказ от продолжения боя        |
| DQ     | Дисквалификация                 |
| NC     | Поединок признан несостоявшимся |

| Бой | Дата            | Соперник            | Место боя                                                               | Раундов | Результат | Комментарии |
| --- | --------------- | ------------------- | ----------------------------------------------------------------------- | ------- | --------- | ----------- |
| 36  | 9 июня 2018     | Джермелл Чарло      | Стэйплс-центр, Лос-Анджелес, Калифорния, США                            | 12      | Поражение | MD          |
| 35  | 17 февраля 2018 | Хуан Де Ангел       | Don Haskins Center, Эль-Пасо, Техас, США                                | 8       | Победа    | UD          |
| 34  | 14 октября 2017 | Джарретт Хёрд       | Барклайс-центр, Бруклин, Нью-Йорк, Нью-Йорк, США                        | 12      | Поражение | RTD 10      |
| 33  | 21 мая 2016     | Джермалл Чарло      | The Cosmopolitan of Las Vegas, Chelsea Ballroom, Лас-Вегас, Невада, США | 12      | Поражение | UD          |
| 32  | 8 сентября 2015 | Джои Эрнандес       | Hollywood Palladium, Голливуд, Калифорния, США                          | 10      | Победа    | KO 6        |
| 31  | 9 мая 2015      | Луис Галарза        | State Farm Arena, Идальго, Техас, США                                   | 10      | Победа    | RTD 6       |
| 30  | 11 декабря 2014 | Луис Грахеда        | Pechanga Resort and Casino, Темекьюла, Калифорния, США                  | 10      | Победа    | RTD 7       |
| 29  | 22 августа 2014 | Даниэль Доусон      | Pechanga Resort and Casino, Темекьюла, Калифорния, США                  | 10      | Победа    | UD          |
| 28  | 7 декабря 2013  | Эрисланди Лара      | Барклайс-центр, Бруклин, Нью-Йорк, США                                  | 12      | Поражение | UD          |
| 27  | 20 апреля 2013  | Сауль Альварес      | Alamodome, Сан-Антонио, Техас, США                                      | 12      | Поражение | UD          |
| 26  | 1 декабря 2012  | Мигель Анхель Котто | Madison Square Garden, Манхэттен, Нью-Йорк, США                         | 12      | Победа    | UD          |
| 25  | 2 июня 2012     | Делвин Родригес     | Home Depot Center, Карсон, Калифорния, США                              | 12      | Победа    | UD          |
| 24  | 11 ноября 2011  | Фрэнк Лопорто       | Cohen Stadium, Эль-Пасо, Техас, США                                     | 12      | Победа    | TKO 6       |
| 23  | 11 июня 2011    | Дэвид Лопес         | Auditorio Miguel Barragan, Сан-Луис-Потоси, Сан-Луис-Потоси, Мексика    | 12      | Победа    | UD          |
| 22  | 5 февраля 2011  | Ригоберто Альварес  | Arena Coliseo, Гвадалахара, Халиско, Мексика                            | 12      | Победа    | UD          |
| 21  | 14 ноября 2009  | Таронзе Вашингтон   | Petroleum Club, Даллас, Техас, США                                      | 12      | Победа    | UD          |
| 20  | 5 сентября 2009 | Нельсон Хулио Тапия | Arena Roberto Duran, Панама, Панама                                     | 11      | Победа    | MD          |
| 19  | 31 июля 2009    | Маркос Примера      | Pan American Center, Лас-Крусес, Нью-Мексико, США                       | 8       | Победа    | UD          |
| 18  | 26 июня 2009    | Шон Гарнетт         | Casino Rama, Онтарио, Канада                                            | 8       | Победа    | UD          |
| 17  | 14 апреля 2009  | Мартин Авила        | Auditorio Centenario, Торреон, Коауила, Мексика                         | 12      | Победа    | TKO 4       |